# De Plantis Libri XVI

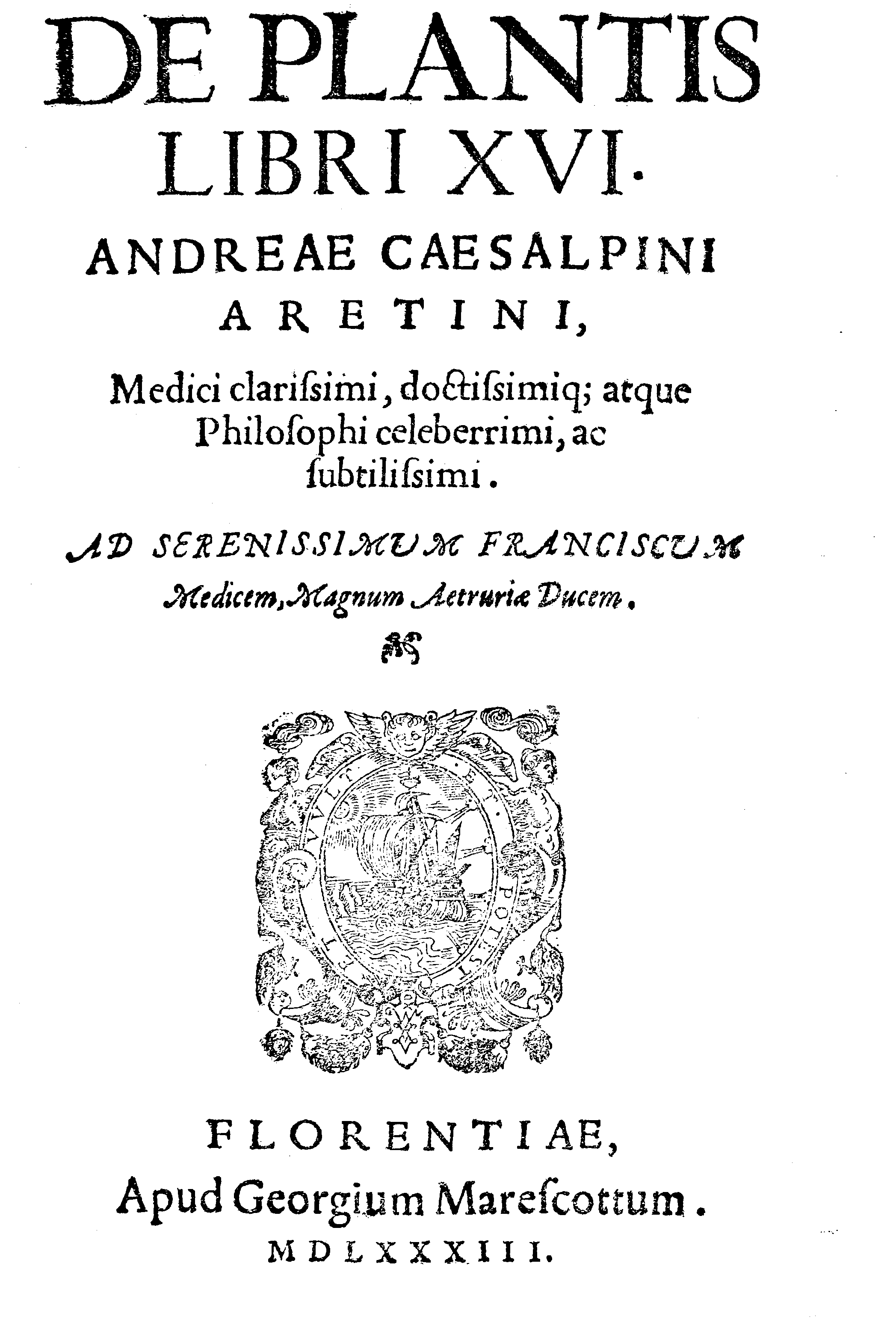
Titelseite

De Plantis Libri XVI ist der Titel eines Werkes von Andrea Cesalpino, in dem 1583 zum ersten Mal ein Klassifizierungssystem der Pflanzen aufgestellt wurde.

## Werk
Die erste und einzige Auflage erschien 1583 unter dem vollständigen Titel De plantis libri XVI. Andreae Caesalpini Aretini, medici clarissimi, doctissimiq[ue] atque philosophi celeberrimi, ac subtilissimi Ad serenissimum Franciscum Medicem, Magnum Aetruriae Ducem in Florenz bei Giorgio Marescotti.
Die Ausgabe ist Francesco de Medici gewidmet und enthält im Gegensatz zu den damals üblichen Kräuterbüchern keinerlei Abbildungen.
Das Werk wurde durch einen Anhang unter dem Titel Appendix ad libros de plantis et quaestiones peripateticas ergänzt, der 1603 in Rom veröffentlicht wurde.

### Einführung

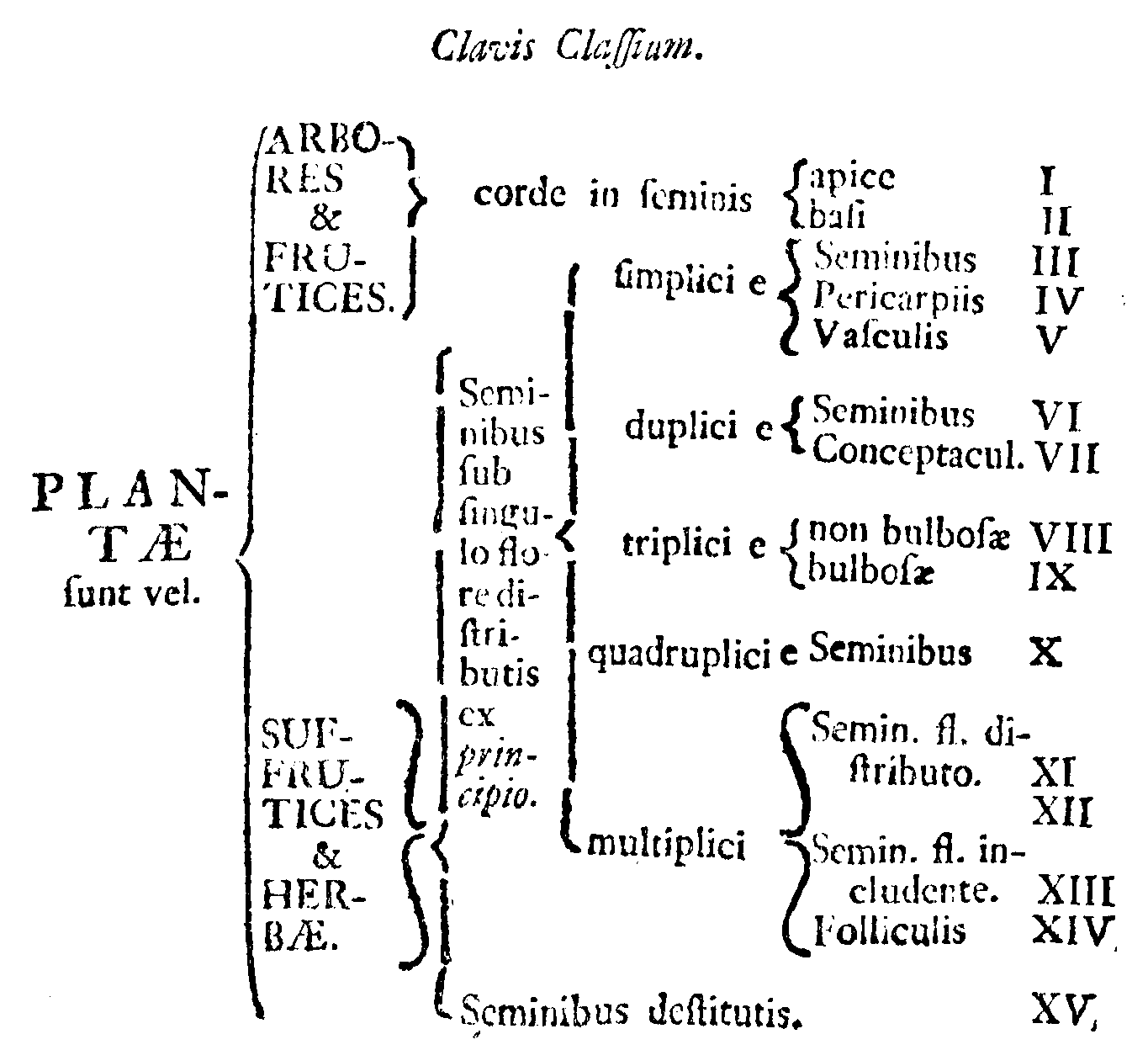
Klassenschlüssel der Systematik von Cesalpino in Linnés Classes Plantarum.

Cesalpino begründete seine Systematik mit den philosophischen Prinzipien von Aristoteles. Er ging davon aus, dass zur Einteilung der Pflanzen nicht zufällige Eigenschaften, wie beispielsweise die Heilwirkung, verwendet werden dürften, sondern solche, die sich aus dem Wesen der Pflanzen ergäben. In der Formenvielfalt der Pflanzen erkannte er dieses Wesen und gründete seine Unterteilung des Pflanzenreiches auf der Gestalt wesentlicher Teile der Pflanzen. Wissenschaftshistorisch wird De Plantis Libri XVI deshalb als eines der ersten Werke angesehen, welche die Botanik unabhängig von der Medizin behandelten und so mit einer langen, seit der Antike perpetuierten Tradition brachen.
Die oberste Unterteilung (Cesalpinos „Klassen“) beruhten auf der Wurzel bzw. dem Keim, durch deren verschiedene Entwicklungen die Gattungen entstünden. Die Gattungen selbst gliederte er nach dem Bau und der Anzahl der Samen und Früchte.
Seine Gattungen besaßen noch keine eigenständigen Namen.
Carl von Linné bezeichnete ihn als den „ersten wahren Systematiker“ und schrieb: „Er gefällt mir ganz besonders, ebenso seine kurzen Beschreibungen, durch die er sich von allen anderen unterscheidet, doch hat er immer etwas Eigenes“. Die Analyse der Systematik von Andrea Cesalpino in Classis Plantarum führte Linné zu 821 Arten. Viele der von Cesalpino aufgeführten Pflanzennamen hat Linné später als Gattungsnamen übernommen.

### Systematik
Cesalpino behielt die schon von Aristoteles verwendete grundlegende Unterteilung der Pflanzen in „Holzgewächse“ und „Kräuter“ bei. Diese beiden Gruppen unterteilte er wiederum anhand des inneren Aufbaues der Früchte und der in ihnen enthaltenen Samen. Für eine feinere Unterteilung nutzte er schließlich auch andere morphologische Merkmale wie die Gestalt der Blüte oder die Art der Wurzeln.
Die nachfolgende Tabelle bietet ein Überblick über die von Cesalpino angewandte Systematik. Die als Beispiele angegebenen Gattungsnamen hat Linné ohne jede Korrektur von Cesalpino übernommen. Gibt es keine entsprechende Gattung, so ist eine andere (mit runden Klammern versehene) Gattung angegeben. Die römischen Zahlen verweisen auf die Nummer des jeweiligen Buches von De plantis.
| Bäume und Sträucher              |                         | |                                                                                        |                                                                                   |
| II.                              | Meist einsamige Früchte | Meist einsamige Früchte                                                                                        | Meist einsamige Früchte                                                                | Meist einsamige Früchte                                                           |
|                                  |                         | Quercus |                                                                                        |                                                                                   |
|                                  |                         | Fagus |                                                                                        |                                                                                   |
|                                  |                         | Carpinus, Alnus, Ulmus, Tilia, Platanus, Acer, Fraxinus                                                        |                                                                                        |                                                                                   |
|                                  |                         | Amygdalus, Prunus, Persea, Cerasus, Laurus, Piper, Styrax, Olea, Rhamnus                                       |                                                                                        |                                                                                   |
|                                  |                         | Rhus, Musa |                                                                                        |                                                                                   |
| III.                             | Mehrsamige Früchte      | Mehrsamige Früchte                                                                                             | Mehrsamige Früchte                                                                     | Mehrsamige Früchte                                                                |
|                                  |                         | Ficus |                                                                                        |                                                                                   |
|                                  |                         | Morus, Sambucus, Hedera, Viscum, Ligustrum, Rosa, Rubus, Mespilus                                              |                                                                                        |                                                                                   |
|                                  |                         | Vitis, Arbutus, Guajacum, Cornus                                                                               |                                                                                        |                                                                                   |
|                                  |                         | Cassia, Tamarindus, Anagyris                                                                                   |                                                                                        |                                                                                   |
|                                  |                         | Zweiteilige Früchte                                                                                            |                                                                                        |                                                                                   |
|                                  |                         | | Periploca, Populus, Salix                                                              |                                                                                   |
|                                  |                         | Dreiteilige Früchte                                                                                            |                                                                                        |                                                                                   |
|                                  |                         | | Buxus, Myrtus                                                                          |                                                                                   |
|                                  |                         | Vierteilige Früchte                                                                                            |                                                                                        |                                                                                   |
|                                  |                         | | Vitex                                                                                  |                                                                                   |
|                                  |                         | Vielteilige Früchte                                                                                            |                                                                                        |                                                                                   |
|                                  |                         | | Taxus, Cupressus, Thuja                                                                |                                                                                   |
| Kräuter und Stauden              |                         | |                                                                                        |                                                                                   |
| IV.                              | Einsamige Früchte       | Einsamige Früchte                                                                                              | Einsamige Früchte                                                                      | Einsamige Früchte                                                                 |
|                                  |                         | Valeriana |                                                                                        |                                                                                   |
|                                  |                         | (Thymelaea) |                                                                                        |                                                                                   |
|                                  |                         | Bupleuron |                                                                                        |                                                                                   |
|                                  |                         | Urtica, Cannabis, Ambrosia, Beta, Atriplex, Spinacia, Bistorta, Persicaria, Polygonum, Persicaria, Salsola     |                                                                                        |                                                                                   |
|                                  |                         | Triticum, Avena, Lolium, Oryza, Panicum, Juncus, Cyperus, Sparganium, Typha                                    |                                                                                        |                                                                                   |
|                                  | Mehrsamige Früchte      | |                                                                                        |                                                                                   |
| V.                               |                         | entsteht unterhalb der Blüte: Cucurbita, Bryonia                                                               | entsteht unterhalb der Blüte: Cucurbita, Bryonia                                       | entsteht unterhalb der Blüte: Cucurbita, Bryonia                                  |
|                                  |                         | entsteht oberhalb der Blüte: Smilax, Solanum, Mandragora, Asparagus, Ruscus                                    |                                                                                        |                                                                                   |
| VI.                              |                         | Hülsenfrüchte: Faba, Vicia, Cicer, Phaseolus, Trifolium, Ononis, Lupinus                                       | Hülsenfrüchte: Faba, Vicia, Cicer, Phaseolus, Trifolium, Ononis, Lupinus               | Hülsenfrüchte: Faba, Vicia, Cicer, Phaseolus, Trifolium, Ononis, Lupinus          |
|                                  |                         | Kapselfrüchte: Saponaria, Lysimachia, Anagallis, Portulaca, Asclepias                                          |                                                                                        |                                                                                   |
|                                  |                         | Schotenfrüchte: Chelidonium, Gentiana                                                                          |                                                                                        |                                                                                   |
|                                  | Zweiteilige Früchte     | |                                                                                        |                                                                                   |
| VII.                             |                         | Ferula, Thapsia, Peucedanum, Anethum, Ammi, Scandix, Apium, Pastinaca, Coriandrum                              | Ferula, Thapsia, Peucedanum, Anethum, Ammi, Scandix, Apium, Pastinaca, Coriandrum      | Ferula, Thapsia, Peucedanum, Anethum, Ammi, Scandix, Apium, Pastinaca, Coriandrum |
| VIII.                            |                         | Mercurialis, Agrimonia, Poterium, Rubia, Aparine                                                               | Mercurialis, Agrimonia, Poterium, Rubia, Aparine                                       | Mercurialis, Agrimonia, Poterium, Rubia, Aparine                                  |
|                                  |                         | Plantago, Coronopus, Potamogeton, Acanthus, Orobanche, Arachidna, Cuscuta, Hyoscyamus, Verbascum, Scrophularia |                                                                                        |                                                                                   |
|                                  |                         | Brassica, Lepidium, Hesperis, Lunaria                                                                          |                                                                                        |                                                                                   |
|                                  | Dreiteilige Früchte     | |                                                                                        |                                                                                   |
| IX.                              |                         | ohne Bulben | ohne Bulben                                                                            | ohne Bulben                                                                       |
|                                  |                         | | (Thalictrum)                                                                           |                                                                                   |
|                                  |                         | | Ricinus                                                                                |                                                                                   |
|                                  |                         | | Convolvulus, Asarum, Viola, Hypericum                                                  |                                                                                   |
| X.                               |                         | mit Bulben (Bulbaceae)                                                                                         | mit Bulben (Bulbaceae)                                                                 | mit Bulben (Bulbaceae)                                                            |
|                                  |                         | | Allium, Narcissus, Asphodelus, Aloe, Lilium, Canna, Iris, Ophrys                       |                                                                                   |
| XI.                              | Viersamige Früchte      | Viersamige Früchte                                                                                             | Viersamige Früchte                                                                     | Viersamige Früchte                                                                |
|                                  |                         | Bor(r)ago |                                                                                        |                                                                                   |
|                                  |                         | Salvia, Melissa, Verbena, Teucrium, Satureja, Origanum                                                         |                                                                                        |                                                                                   |
|                                  | Vielsamige Früchte      | |                                                                                        |                                                                                   |
| XII.                             |                         | Blumenartige                                                                                                   | Blumenartige                                                                           | Blumenartige                                                                      |
|                                  |                         | | Artemisia, Tanacetum, Achillea, Eupatorium, Arctium, Tussilago, Matricaria             |                                                                                   |
|                                  |                         | | Calendula                                                                              |                                                                                   |
| XIII.                            |                         | Zungenblütige und Stachlige                                                                                    | Zungenblütige und Stachlige                                                            | Zungenblütige und Stachlige                                                       |
|                                  |                         | | Sonchus, Lactuca, Tragopogon, Scorzonera                                               |                                                                                   |
|                                  |                         | | Eryngium; Carduus, Carlina, Senecio, Centaurea                                         |                                                                                   |
|                                  |                         | | Scabiosa                                                                               |                                                                                   |
| XIV.                             |                         | Gewöhnliche Blüten                                                                                             | Gewöhnliche Blüten                                                                     | Gewöhnliche Blüten                                                                |
|                                  |                         | | Clematis, Ranunculus, Pulsatilla, Anemone, Filipendula, Butomus, Fragaria, Potentilla  |                                                                                   |
|                                  |                         | | Linum                                                                                  |                                                                                   |
| XV.                              |                         | Kapselfrüchte                                                                                                  | Kapselfrüchte                                                                          | Kapselfrüchte                                                                     |
|                                  |                         | | Gossypium, Capparis, Nymphaea, Papaver, Ruta, Cistus, Sempervivum, Dentaria, Aquilegia |                                                                                   |
| Pflanzen ohne Blüten und Früchte |                         | |                                                                                        |                                                                                   |
| XVI.                             | (Filices, Musci, Fungi) | (Filices, Musci, Fungi)                                                                                        | (Filices, Musci, Fungi)                                                                | (Filices, Musci, Fungi)                                                           |

### Gliederung
De Plantis besteht aus 16 Büchern. Nach der Widmung und dem Index der Arten, werden im ersten Buch (Liber I) die Grundlagen seiner Systematik beschrieben.
Die Bücher II und III beschreiben die Arten die zu den „Holzgewächsen“ gerechnet werden, die Bücher IV bis XV sind den „Kräutern“ gewidmet. Das letzte Buch (Liber XVI) beschäftigt sich mit den samenlosen Pflanzen.
Die Bücher sind wiederum in Kapitel unterteilt, in denen die einzelnen Arten beschrieben werden. Das erste Kapitel enthält jeweils eine Einleitung zu den behandelten Pflanzen.
- Widmung
- Index Locupletissimus Plantarum Nominum
- Liber I
- De Arboribus
  - Liber Secundus (52 Kapitel, I–LII, S. 31–86)
  - Liber Tertius (64 Kapitel, I–LXIIII, S. 87–146)
- De Suffruticibus et Herbis
  - Liber Quartus (70 Kapitel, I–LXX, S. 147–195)
  - Liber Quintus (40 Kapitel, I–XXXIX, S. 196–229)
  - Liber Sextus (80 Kapitel, I–LXXX, S. 230–274)
  - Liber Septimtus (60 Kapitel, I–LX, S. 275–317)
  - Liber Octavus (84 Kapitel, I–LXXXIIII, S. 318–370)
  - Liber Nonus (46 Kapitel, I–XLVI, S. 371–397)
  - Liber Decimus (49 Kapitel, I–XLIX, S. 398–431)
  - Liber Undecimus (64 Kapitel, I–LXIIII, S. 432–475)
  - Liber Duodecimus (43 Kapitel, I–XLIII, S. 476–505)
  - Liber Tertiusdecimus (60 Kapitel, I–LX, S. 506–542)
  - Liber Quartusdecimus (36 Kapitel, I–XXXVI, S. 543–563)
  - Liber Quintusdecimus (38 Kapitel, I–XXXVIII, S. 564–590)
  - Liber Sextusdecimus (54 Kapitel, I–LIV, S. 591–621)
- Index Secundum Paginas